# Eugène Carpezat

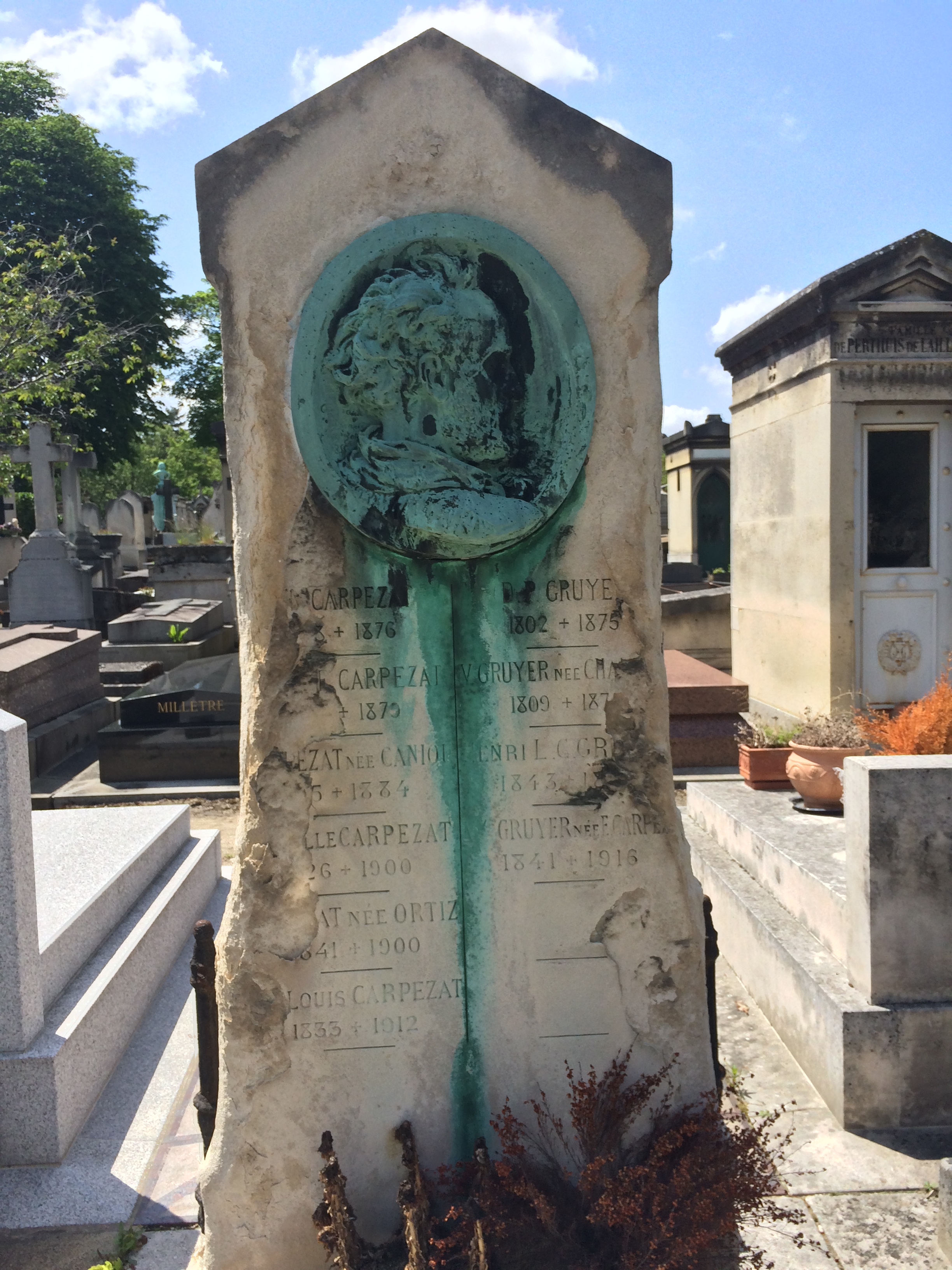
Tombe de Eugène-Louis Carpezat au cimetière du Montparnasse (div. 6), à Paris.

Eugène Louis Carpezat (Paris, 3 novembre 1833 - Paris, 26 février 1912) est un décorateur scénique français.

## Biographie
Il fut élève, collaborateur puis successeur de Charles-Antoine Cambon à l'Opéra Garnier. 
En 1871, il participe à la conception de la suite Binant.
En 1872, il reprit l'atelier d’Édouard Desplechin avec Jean-Baptiste Lavastre, au 50 boulevard de la Villette à Paris.
Le peintre et décorateur Eugène Prévost-Messemin travaillera dans son atelier pendant quelques années.
Outre l'Opéra de Paris pour lequel il fut décorateur scénique de 1875 à 1908 en perpétuant le style romantique, il travailla pour des théâtres parisiens, notamment l'Opéra-Comique et le Théâtre de la Gaîté,.
Il réalise les décors de la première de Cyrano de Bergerac d'Edmond Rostand au Théâtre de la Porte-Saint-Martin en 1897.
Eugène Martial Simas reprit son atelier après 1908.

## Réalisations (liste non exhaustive)
- 1881 : Le Tribut de Zamora, opéra en quatre actes sur une musique de Charles Gounod. Paris, Académie nationale de musique.
- 1894 : Thaïs (opéra) de Jules Massenet (acte III). Paris, Théâtre des Champs-Élysées[6].